# I. Neszubanebdzsed
I. Neszubanebdzsed (görögösen Szmendész, uralkodói nevén Hedzsheperré Szetepenré; ? – Kr. e. 1051) ókori egyiptomi fáraó Kr. e. 1077-től haláláig.

## Élete
XI. Ramszesz halála után Észak tényleges ura, Neszubanebdzsed kezébe került – most már hivatalosan is – az ország irányítása. Trónra lépésekor a Hedzsheperré nevet vette fel. Mindkét székhelye (Tanisz és Memphisz) az ország északi részében volt, de kétségtelen, hogy egész Egyiptom elismerte királynak. Arra azonban nem gondolhatott, hogy megnyirbálja a thébai főpapok hatalmát – akik Felső-Egyiptom katonai parancsnoka tisztséget is betöltötték. Egyes főpapok (I. Pinodzsem, Menheperré) királyi címe nem jelentette Dél elszakadását vagy a királyi házzal való ellenséges szembenállást, a Ramesszidák letűnése után szemmel láthatólag kiegyezés jött létre a hatalom megosztásáról. A főpap királyok elismerték az északi fáraó főségét, aki viszont nem szólt bele Théba ügyeibe, és magáévá tette az Amon-ideológiát. Rokoni kapcsolatok is erősítették a jó viszonyt a két országrész között. I. Pinodzsem főpap-király Neszubanebdzsed leányát, Henuttauit vette feleségül.
Szmendész a luxori templomban folytatott restauráló munkával is tanúsította, mennyire szívén viseli, hogy az istenség kultuszát méltó körülmények között ápolják.
Halála után Amenemniszu követte a trónon, aki valószínűleg a fia volt.